# 米非
米非（Mify Chen，1985年9月26日—），本名陳玫希，曾為女子團體Roomie一員，現為台灣小男孩樂團主唱。2017年演出魏德聖導演執導之首部音樂愛情電影《52 Hz I Love You》。

## 經歷
2004年中廣流行之星優勝「最佳舞台魅力獎」
期間曾因教舞課程密集、且需要大聲嘶喊，一度喉嚨長繭，演唱到某個音高便破音，對歌唱失去信心。調整課程密度、轉變上課型態的一年後，在家人的鼓勵下，漸漸復原並拾回信心。
2008年，在同為華岡藝校校友的凱悌及安柏兒的邀約下，加入avex儲備女子團體，即為Roomie雛形。
2012年1月演唱〈華麗的挑戰電視原聲帶〉─《未來》
2013年因經紀公司解散後，加入媒關係樂團MEC Band擔任Lead vocal
2013年8月7日到8月9號陳玫希和媒關係樂團MEC Band台北圓環連續舉辦三場小型live band演唱，並邀請特別嘉賓安柏兒、林采欣同台演唱Roomie出道曲《So Long》。
2013年9月和媒關係樂團MEC band參加「音樂無界 夢想海闊天空 軒尼詩 V.S.O.P & Sony Music 2013網路選秀大賽」進入10強 ，晉級決賽。
2014年5月配唱迪士尼動畫電影《The Pirate Fairy奇妙仙子：海盜仙子》電影中文主題曲《Who I Am》。
2014年7月25日發布和Sunny Frog 晴天蛙蛙合作的新歌，公視人生劇展[失憶症]的插曲《另一個我》。
2015年5月15日MEC Band以小男孩樂團中文名稱發行首張專輯《Everything》，Sony Music發行。
2016年參演由魏德聖導演執導首部音樂愛情電影《52 Hz I Love You》，12月發行小男孩樂團第二張專輯《One Thing》。
2018年與陳勢安、紀言愷、林凡等歌手合作舞台劇《偷心情歌》。
2020年與Roomie前成員林采欣攜手合作全新單曲《習慣》，並收錄於林采欣《永興行》創作專輯。

## 音樂作品
- Roomie樂團時期音樂作品請見Roomie條目。

### 單曲作品
| 年份 | 曲名                                                                   | 作詞               | 作曲        | 發行公司   |
| 2012 | 未來〈華麗的挑戰電視原聲帶〉                                           | 游政豪、Jerry Feng | 游政豪      | avex       |
| 2014 | Who I Am〈迪士尼《The Pirate Fairy奇妙仙子：海盜仙子》電影中文主題曲〉 |                    |             | 得利影視   |
| 2014 | 另一個我〈公視人生劇展[失憶症]插曲〉                                   | 陳敬文             | 陳敬文      |            |
| 2015 | 去他的feat.Nora Says                                                   | Greg               | Samuel/Greg |            |
| 2020 | 習慣 (收錄於林采欣2020《永興行》創作專輯)                              | 林采欣、米非、吳斌 | 林采欣      | 華納音樂   |
| 2022 | 想成為的人feat.安婕希                                                  | 李濤               | 森白        | 好舒服音樂 |

### 專輯
| 年份 | 名稱                                                    | 發行公司              |
| 2012 | Roomie首張迷你專輯《Super Lover》                       | 種子音樂              |
| 2015 | 小男孩樂團首張專輯《Everything》                        | Sony Music            |
| 2016 | 小男孩樂團第二張專輯《One Thing》                       | Sony Music / 昌璐文創 |
| 2018 | 小男孩樂團首張未插電專輯《一曲兩面》                    | 陶山音樂 / 昌璐文創   |
| 2019 | 小男孩樂團第三張專輯《第三個願望The 3rd Wish》          | 滾石唱片 / 昌璐文創   |
| 2021 | 小男孩樂團第四張專輯《小男孩如是說Thus Spoke Children》 | 滾石唱片 / 昌璐文創   |

### 演唱會
- 2013年8月7日-8月9日 米非 和 MEC Band 台北圓環有三場小型的live band演唱-8月7日神秘嘉賓為安柏兒、8月8日神秘嘉賓為林采欣

## 戲劇作品

### 電視劇
- 2013年《k歌情人夢》 飾演 Roomie
- 2018年《雙城故事 (電視劇)》 飾演 小男孩樂團主唱
- 2024年《影后 (影集)》 飾演 小男孩樂團主唱

### 電影
| 上映日期      | 片名                 | 參演成員 | 飾演 | 導演   |
| ------------- | -------------------- | -------- | ---- | ------ |
| 2017年1月26日 | 《52 Hz I Love You》 | 米非     | 蕾蕾 | 魏德聖 |

### 舞台劇作品
| 年份   | 節目         | 角色   | 主辦單位 | 製作單位           |
| ------ | ------------ | ------ | -------- | ------------------ |
| 2018年 | 《偷心情歌》 | 洪欣羽 | 寬宏藝術 | 宇宙猴爺音樂工作室 |

## 外部連結
- Mify米非的Facebook專頁
- 米非Mify的新浪微博
- Mify米非的Instagram帳戶
- 米非在互联网电影资料库（IMDb）上的資料（英文）
- 陳玫希在香港影庫上的簡介